# Megami tenszei gaiden: Last Bible
A Megami Tensei Gaiden Last Bible (女神転生外伝 ラストバイブル) sorozat a Megami Tensei sorozat mellékága. A Last Bible sorozat legtöbb részét csak handheld konzolokra adtak ki.
A sorozatot a fiatalabb Game Boy játékosoknak szánták; később ezt a szerepet a Devil Children sorozat vette át.
A Last Bible játékokban teljesen más a szörnyek elfogásának a menete mint a többi MegaTen játékban. Ahhoz, hogy újakat lehessen szerezni beszélni kellett a szörnyekkel. Ellentétben a többi Megami Tensei játékban ebben nem sorolják be a szörnyeket, kivéve a Super Famicon-ra kiadott Last Bible 3-ban.

## Megami Tensei Gaiden: Last Bible
A Megami Tensei Gaiden: Last Bible (女神転生外伝 ラストバイブル)  (Revelations: The Demon Slayer Amerikában) a Megami Tensei sorozat egyik tagja. Japánban 1992-ben adták ki. Európában és Ausztráliában soha nem adták ki. Amerikában 1999-ben adték ki a Game Boy Coloros változatot. A Sega kiadta a játékot Game Gearre is.

### Történet
A Megami Tensei Gaiden: Last Bible egy mellékága a Megami Tensei univerzumnak. Az emberek ebben a játékba Gaia erőit tudják hívni. A főhősnek, Elnek, barátaival Kishével és Uranusszal meg kell mentenie a világot egy másik Gaia mestertől (Gaia Meisters a Japán verzióban).
A játék Atlantiszban és Harappában játszódik.

### Játékmenet
A körökre osztott harcok végén aranyat kap a játékos. A Pokémon játékokhoz hasonlóan itt is lehet szörnyeket befogni.
A szörnyek elfogásához a szörnyek által feltett kérdésekre helyesen kell válaszolni, de le is lehet őket fizetni, hogy csatlakozzanak. A szörnyeket lehet kombinálni így létrehozva erősebbeket.

## Megami Tensei Gaiden: Last Bible II
A Megami Tensei Gaiden: Last Bible II-t (女神転生外伝 ラストバイブルII) csak Japánban Adta ki az Atlus. A játék a Megami Tensei Gaiden sorozat második tagja..
1993-ban adták ki Game Boyra, majd 1999-ben Game Boy Colorra..

### Történet
Magokuban (マゴク) egy éjszaka egy gyermek születik. Ez egy jel, hogy az isteni erőkkel bíró Gryas újjá fog éledni. Tizenöt évvel később Yuri (a főszereplő) és Gaia erőinek tanulóit A Magoku királya arra utasítja, hogy pusztítsák el a közelgő Gyrast.
A Last Bible II Magokuban játszódik. Ez a hely a Dragon Quest játékban láthatóhoz hasonló.

### Játékmenet
A Last Bible II játékmenete a Last Bible játékhoz hasonló. A Hold állása másképp hat a szörnyekre.

## Last Bible III
A Last Bible III-at (ラストバイブルIII) csak Japánban adta ki az Atlus. A Megami Tensei Gaiden sorozat egyik tagja. ellentétben a többi Last Bible játékot ezt nem handheld konzolokra adták ki.

### Történet
A játék főszereplője egy Ciel (Shieru) nevű fiú. Cielnek be tölteni egy ősi proféciát azzal, hogy legyőz egy nagy szörnyeteget.
Mint a legtöbb Megami Tensei Gaiden játékban, a Last Bible III is egy fantasy világban játszódik. A Last Bible III világa leginkább a modern Japánra hasonlít.

### Játékmenet
A Last Bible III-ban alapvető RPG elemek vannak (fejlődés, tárgyak, körökre osztott harcok). Mint az előző két Last Bible játékban is, itt is lehet démonokat befogni, de itt személyre is lehet őket szabni. A szörnyekre is lehet tárgyakat tenni és ugyanúgy mint a többi karakter ők is fejlődnek.

## Another Bible
Az Another Bible-t (アナザ・バイブル) csak Japánban adta ki az Atlus. A játék a Megami Tensei Gaiden sorozat tagja, de technikailag nem Last Bible játék. A játékot rajongók lefordították angol nyelvre.

### Történet
Évekkel ezelőtt nagy háború zajlott az emberek és a démonok között. A háború után ismét béke tért a világra, de a démonok már nem akarnak többé békében élni az emberekkel.
A két főszereplőnek meg kell menteni a világot a barátaikkal.

## Last Bible Special
A Last Bible Special-t a Sega fejlesztette és adta ki  1995. március 24-én. A Last Bible játékok közül ez hasonlít leginkább a Megami Tensei sorozathoz. A többi Last Bible játékkal ellentétben a labirintusok (és a harcok) belsőnézetből történnek.